# Kleine Vuolusmeer
Het Kleine Vuolusmeer, Samisch: Vuolosluoppal, is een klein meer in Zweden. Het meer ligt in de gemeente Kiruna tussen het Noordelijke Vuolusmeer en het Zuidelijke Vuolusmeer. De Vuolusrivier stroomt van noord naar zuid door het meer.
Afwatering: meer Kleine Vuolusmeer → Vuolusrivier → Zuidelijke Vuolusmeer → Vuolusrivier → meer Kallomeer → Torne → Botnische Golf